# Роиптелея
Роиптеле́я (лат. Rhoiptélea) — монотипный род листопадных деревьев порядка Букоцветные, произрастающих в Юго-Восточной Азии, включает один вид — Роиптелея тысячецветко́вая (Rhoiptelea chiliantha).

## Биологическое описание
Роиптелея — листопадное дерево высотой 8-20 м, ствол которого может достигать в толщину до 60 см. Ветви обильно покрыты чечевичками и ароматическими желёзками. Листья очерёдные, непарноперистые, до 40 см длиной, из 9-11 зубчатых листочков, с рано опадающими остроконечными прилистниками; покрыты щитовидными желёзками.
Цветки мелкие, собраны в длинные сложные серёжки; каждая серёжка образована из трёхцветковых дихазиев, окружённых крупным прицветником. Боковые цветки каждого дихазия недоразвиты, срединный — фертильный, обоеполый, снабжён простым околоцветником из четырёх плёнчатых листочков. В этом отличие роиптелеи от ореховых, у которых цветки однополые. Серёжки, в свою очередь, объединяются в верхушечные поникающие, изящно изогнутые соцветия.
Завязь верхняя, изначально двугнёздная, но развивается лишь одно гнездо с гемитропным семязачатком, прикреплённым к перегородке. Тычинок 6, на коротких нитях, пыльники двугнёздные, вскрываются продольно. Связник несёт мелкие желёзки (так же, как у восковницевых). Пыльцевые зёрна трёхбороздно-поровые, с утолщениями в области апертур. Цветёт с октября по январь, опыляется ветром.
В июле-августе образуется плод — маленький коричневато-жёлтый орешек с двумя плёнчатыми крыльями, которые образуют почти цельный круг диаметром 5-8 мм. Семена эллиптические, длиной 2 мм.

## Ареал
Растёт в лесах по склонам гор и в речных долинах, на высоте 700—1600 м. Распространена в юго-западной части Китая (провинции Гуанси, Гуйчжоу и Юньнань) и в северной части Вьетнама. В Китае вид находится под охраной государства.
Ископаемые остатки пыльцы известны из Северной Америки.

## Применение
Древесина роиптелеи используется в строительстве, а также для изготовления мебели и посуды.

## Систематическое положение
Генрих Хандель-Маццетти, первооткрыватель вида, поместил его в отдельное семейство, Роиптелейные (Rhoipteleaceae), близкое к ореховым и вязовым. С вязовыми сходство проявляется в строении плода — очертании крыльев и расположении семени в нём; с ореховыми роиптелея сходна строением древесины, но отличается строением соцветия и плода. Как сообщает С. Г. Жилин в энциклопедии «Жизнь растений», по совокупности признаков роиптелейные рассматриваются как наиболее примитивный представитель порядка Орехоцветные, а иногда даже выделялись в отдельный порядок Rhoipteleales.
Современная классификация APG III относит род Роиптелея к семейству Ореховые.